# Bユニット

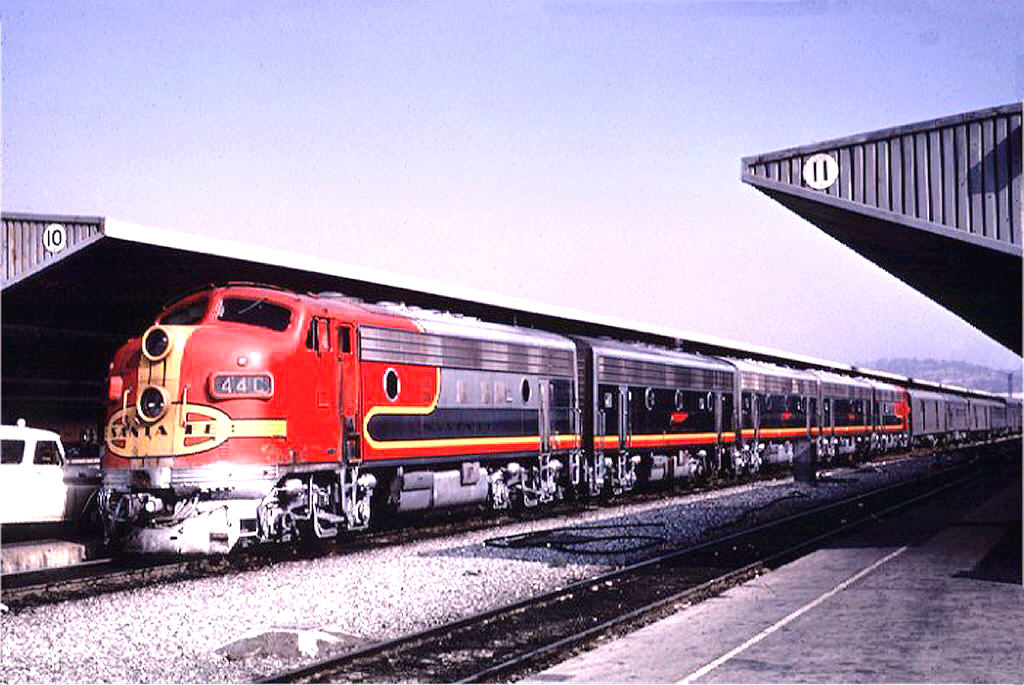
A-B-B-B-Aユニットを連結した5重連のEMD F7

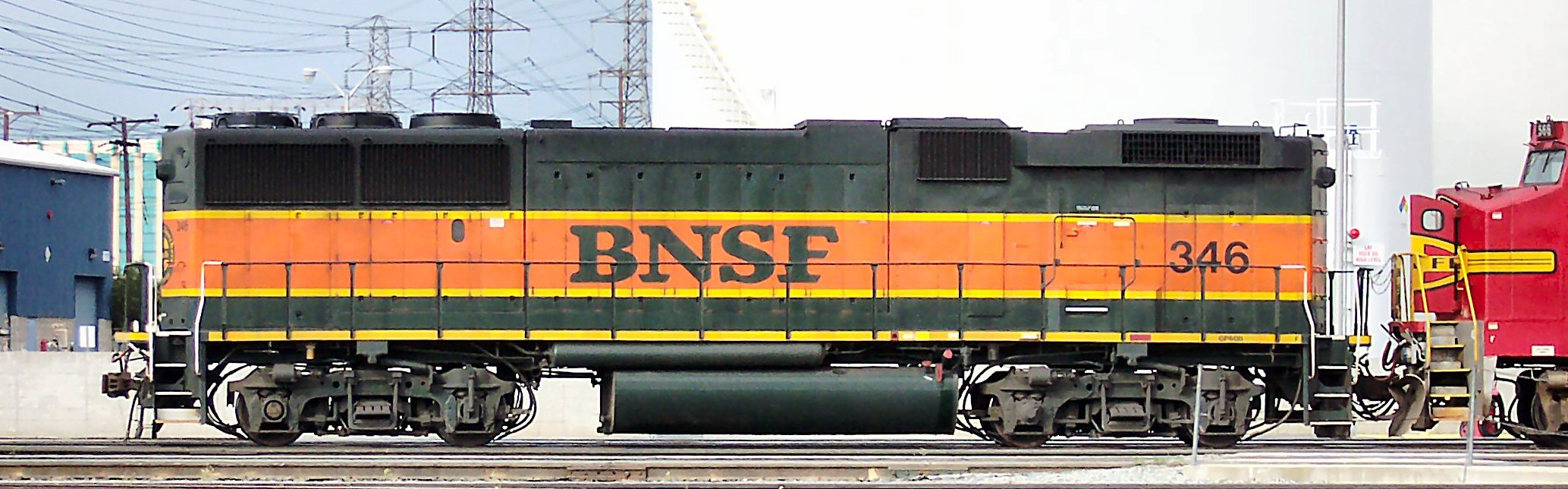
BNSF鉄道のEMD GP60B。

Bユニット(B unit)とは、主に北米において、運転室を持たない電気式ディーゼル機関車をいう。運転室のあるAユニットにより総括制御される。ブースター・ユニットとも称される。エンジンを持たずに走行用モーターのみを持つスラッグとは異なる。

## Bユニットが製造された理由
鉄道事業者がBユニットを発注する理由のひとつに、運転室のあるAユニットに比べて価格が安いということがあげられる。
無煙化のためにディーゼル機関車が使用されはじめた当時には、鉄道事業者は蒸気機関車1両を置き換えるために、ディーゼル機関車のユニットを1組購入する、といった形をとっていた。必要な出力を得るためには機関車の数を適宜変更して対応すればいい、というようなディーゼル機関車の特長をまだ理解していなかった。ディーゼル機関車は3両ないし4両1組で運転することが前提だったので、中間の車両に運転室がないのも当然だった。そのため、労働組合においても「Bユニットは運転士の合理化につながるので反対である」というような議論はなかった。
また、旅客列車を牽引するにあたって、美観上、運転室のないBユニットが客車と連結されれば側面の平面がそろい、「編成美」が保たれるという考えもあった。

## Bユニットが製造された時代

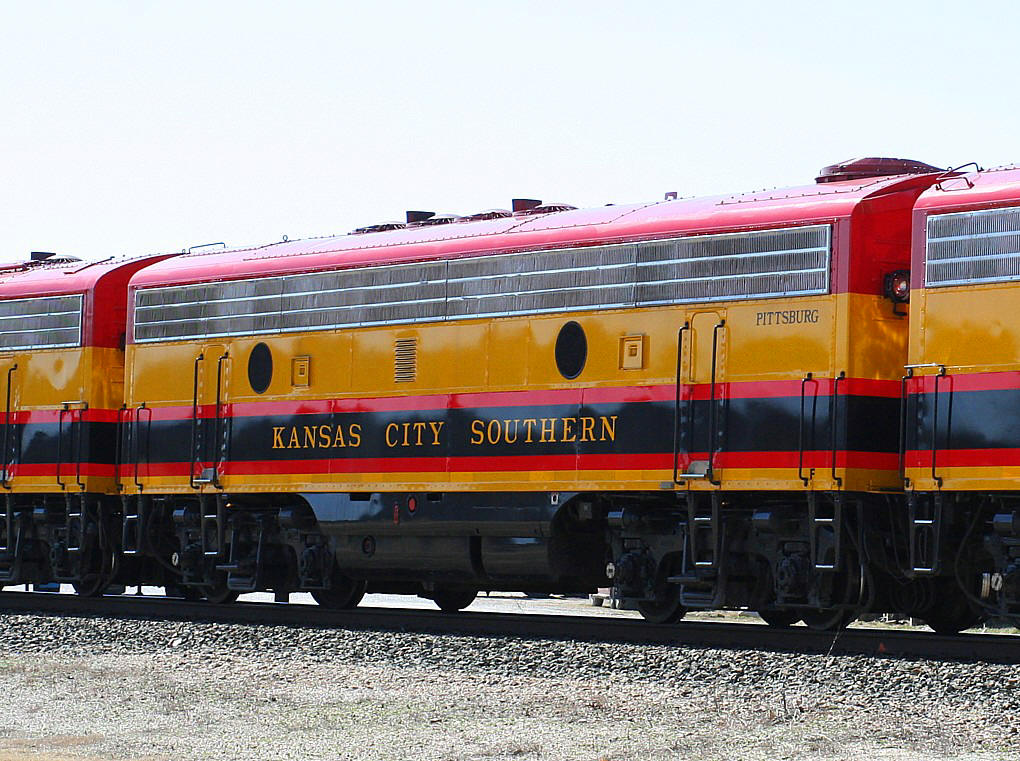
カンザス・シティ・サザン鉄道のEMD F9Bユニット

Bユニットは、キャブ・ユニットが製造されはじめた1930年代から1950年代にかけて盛んに製造された。フード・ユニットのロード・スイッチャーが製造されるようになったここ40年ほどでは、Bユニットの製造はわずかである。鉄道事業者は、運転室のないBユニットは、運用上の柔軟性に欠けると考えているからである。
ロード・スイッチャーの時代になってもBユニットを発注していたのは、アメリカ西部に路線を持つ鉄道事業者で、ユニオン・パシフィック鉄道(UP)、バーリントン・ノーザン鉄道(BN)、アッチソン・トピカ・アンド・サンタフェ鉄道(ATSF)などである。ATSFではEMD GP60Bを1991年に発注し、2005年現在でも使用している。もっとも、これらは操車場における機関車の無線操縦（運転士が不要となる）の実績をふまえて製造されたものである。

## Aユニット・Bユニット相互への改造

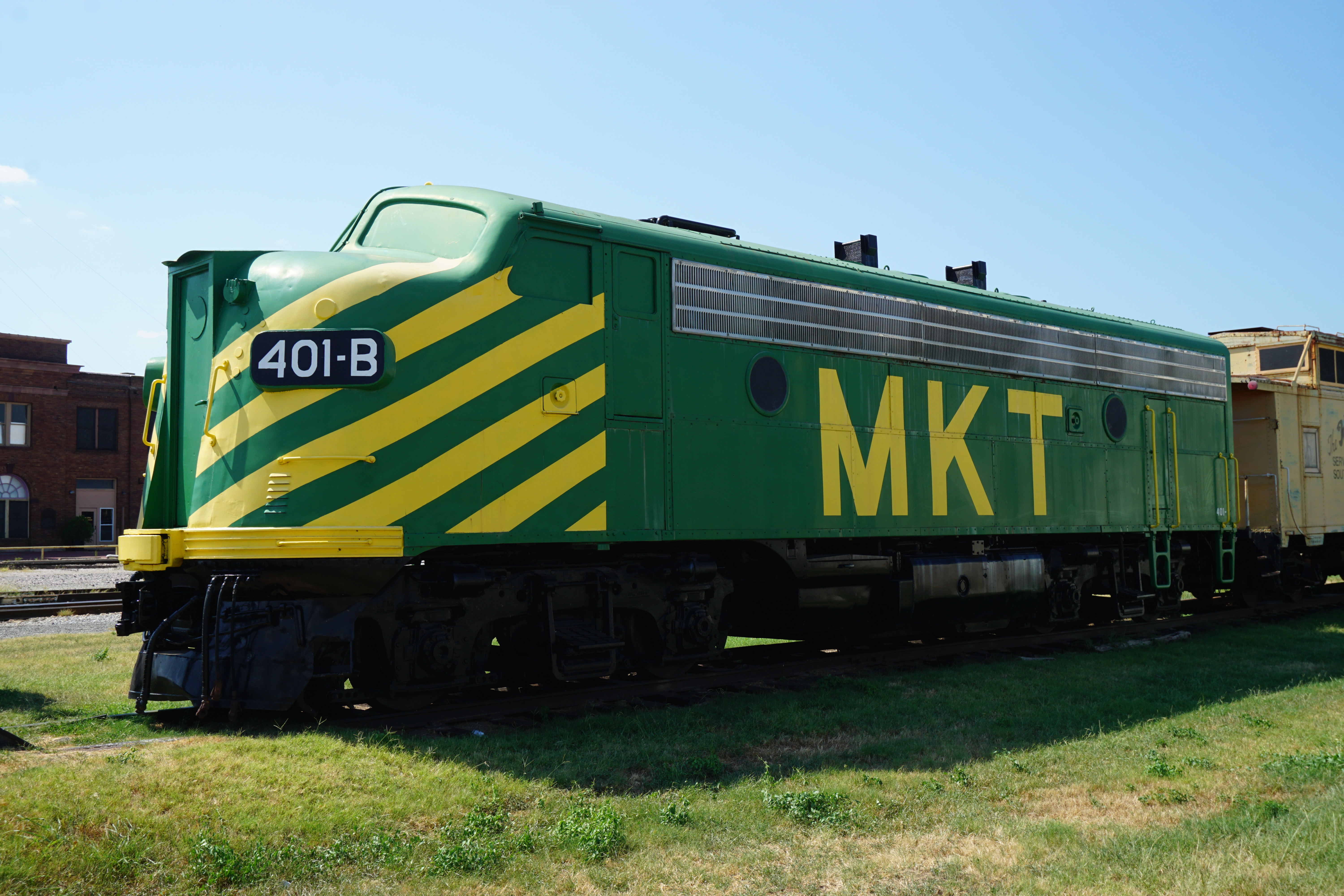
F3-401B号。AユニットからBユニットに改造例

AユニットをBユニットに改造したものもある。運転室は撤去されるか窓を閉鎖され、重要でない部品は撤去されている。その程度は鉄道事業者によって異なるが、たいていの場合は速度計、記録計、ホーン、ヘッドライト、トイレ、暖房装置などが取り払われる。これらの改造は、Aユニットが衝突事故で運転室部分を損傷したときに、費用のかかる運転室の修復を省略して行われることがある。
また、希なケースとして、Bユニットに運転室を設置し、Aユニットに改造することもある。シカゴ・アンド・ノース・ウェスタン鉄道(CNW)は、1970年代にユニオン・パシフィック鉄道(UP)からEMD E8Bを数両購入して改造し、その角張った運転室はクランドール・キャブと呼ばれた。また、ATSFは4両のEMD GP7Bに運転室を装備してGP9Uとした。イリノイ・セントラル・ガルフ鉄道は、UPのEMD GP9BからGP11を、UPのEMD SD24からSD20を改造で完成させた。
列車の運用の都合上、Bユニットが列車の先頭となるケースがあるが、Bユニットが先頭になると、運転士はその次位に連結された機関車からBユニットごしに前方を見なければならず、視界が非常に悪い。BユニットからAユニットへの改造は、それを避けるためになされたものである。
最近では、2010年にGP60B(BNSF347)がAユニット(BNSF170)に改造された例が存在する。

## 自走の可否

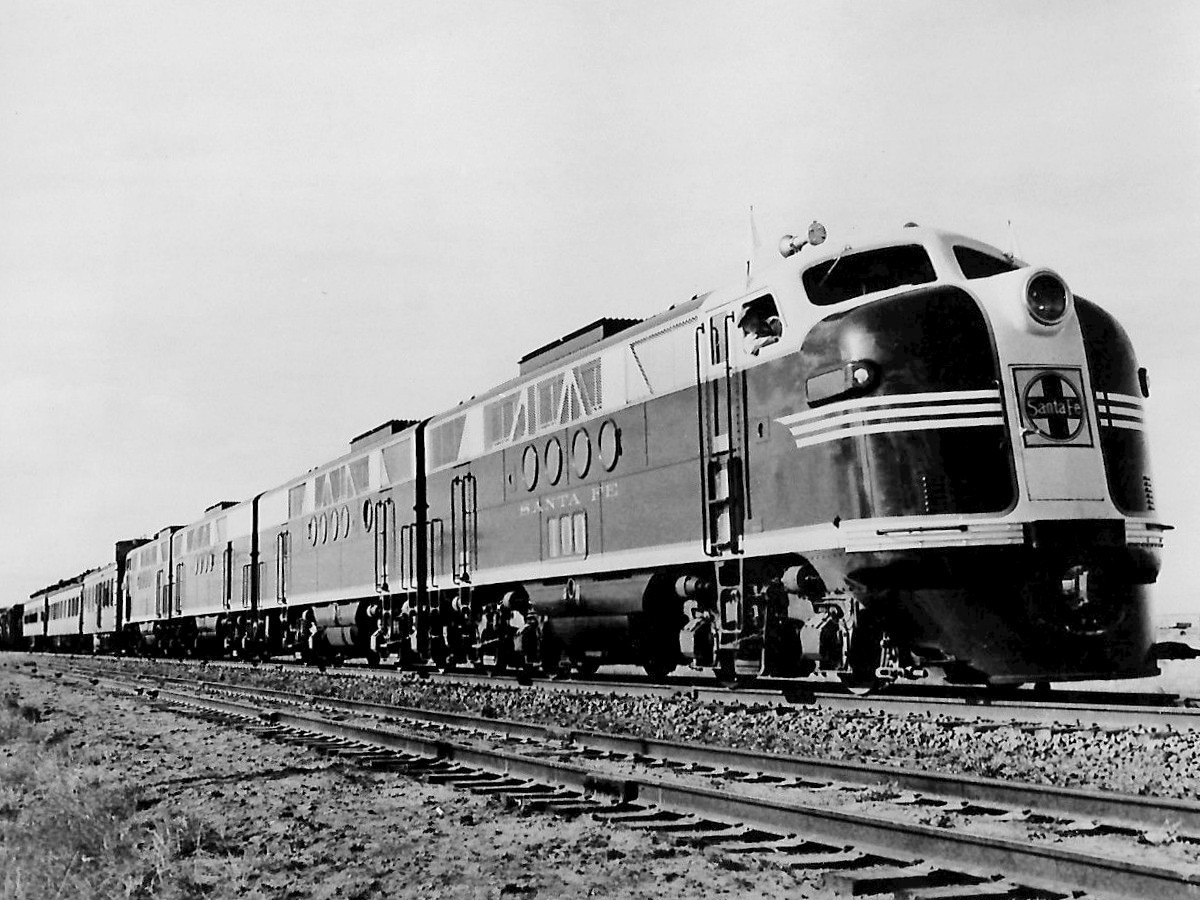
運用中のサンタフェ鉄道所属のFT4重連。Bユニットが2両連結されているが2両目は簡易運転装置が設置されているため中央部に丸窓が4つ接近して並んでいる他にもう1枚が付いているが、3両目は付いていないため丸窓が4枚のみ

Bユニットは運転室を持たないが、Bユニットを単独で動かす必要もある。そのために、車体内側に簡単な運転装置を備えているものと、そうでないものがある。
前者の場合、運転装置がある場所には、車両によってはその脇に窓を備えている。例えばEMD FTのBユニットは車体側面に4つの丸窓があるが、右側にはさらにもうひとつの丸窓があり、そこに運転装置を備えていた。これらの運転装置は、操車場や車両工場の構内で作業員が操作するために使用される。この種の作業員は本線での乗務はできない。
後者の場合、操縦用アタッチメントを装着することもあるが、Aユニットと半永久的に連結されているため、分離せずに使用する。前者をブースター、後者をスレーブと呼び分けることがある。

## Bユニットのリスト
鉄道車両メーカー別のリストである。下記のリストには、エンジンを持たないスラッグとスネイル(除雪用機関車の後押し用)、2両で1組と考えるカウ・カーフ(スイッチャーのスラッグ)は含まない。ニューヨーク地下鉄のR8AはBユニットである。
- アメリカン・ロコモティブ(ALCO)およびモントリオール・ロコモティブ・ワークス(MLW) - DL-203、DL-110、FB-1、FB-2、FPB-2、FPB-4、PB-1、PB-2、C855B、M420B
- ボールドウィン - AS-616B、DRS-6-6-15B、DR-4-4-15B、RF-16B、DR-6-4-15B、DR-6-4-20B
- EMD Eシリーズ - EB、E1B、E2B、E3B、E4B、E5B、E6B、E7B、E8B、E9B
- EMD Fシリーズ - FTB、F2B、F3B、F7B、F9B
- EMD フード・ユニット - DD35、GP7B、GP9B、GP30B、GP60B、SD24B
- フェアバンクス・モース - エリービルト、CFB-16-4、CFB-20-4、CPB-16-4、CPB-16-5
- GEトランスポーテーション・システム - UM20B、B30-7A